# Turcs shahis
Les Turcs shahis (turc : Türk Şahiler), également appelés Kaboul shashis appelés en chinois tribu Suli en chinois à cette époque, sont une dynastie de Turcs occidentaux, ou un mélange de turcs occidentaux et Shvetahûna (Hephtalites) ayant vécu sur Kaboul et le Royaume de Kapisa VIIe siècle, probablement entre 665 et 870.